# Rokytovec
Rokytovec (en allemand : Rokitowetz) est une commune du district de Mladá Boleslav, dans la région de Bohême-Centrale, en République tchèque. Sa population s'élevait à 152 habitants en 2020.

## Géographie
Rokytovec se trouve à 5 km à l'ouest-sud-ouest de Mladá Boleslav et à 46 km au nord-est de Prague.
La commune est limitée par Pětikozly à l'ouest et au nord, par Bukovno au nord-est, par Strenice et Krnsko au sud, et par Vinec à l'ouest.

## Histoire
La première mention écrite de la localité date de 1322.

## Administration
La commune se compose de deux quartiers :
- Rokytovec
- Malé Horky

## Transports
Par la route, Rokytovec se trouve à 10 km de Mladá Boleslav et à 62 km du centre de Prague.